# Estret de Tsugaru
L'estret de Tsugaru (en japonès 津 軽 海峡, Tsugaru Kaikyō) és un estret entre les illes d'Honshu i Hokkaido, al nord del Japó, que connecta el mar del Japó amb l'oceà Pacífic. Va rebre el nom de la part occidental de la prefectura d'Aomori, el comtat de Tsugaru. El túnel de Seikan passa per sota seu en el punt més estret, de 19,5 km, entre Tappi Misaki, a la península de Tsugaru, a la prefectura d'Aomori, Honshu, i Shirakami Misaki, a la península de Matsumae, a Hokkaido.
Els mapes occidentals anteriors al segle XX també es referien a aquesta via fluvial com l'estret de Sangar. L'estret de Tsugaru té una llargada de 40 km i una amplada de 20 km, amb profunditats màximes d'entre 140 i 200 metres.
Les aigües territorials del Japó s'estenen a tres milles nàutiques (5,6 km) cap a l'interior de l'estret en lloc de les dotze habituals, segons els informes, per permetre que els vaixells de guerra i submarins de la Marina dels Estats Units amb armes nuclears transitin per l'estret sense violar la prohibició del Japó contra les armes nuclears al seu territori. La part del túnel de Seikan que passa sota l'estret es considera de sobirania japonesa. La part de l'estret de Tsugaru que es considera que es troba en aigües internacionals es troba dins de la zona econòmica exclusiva del Japó.
El 26 de setembre de 1954 van morir 1.172 persones en enfonsar-se el transbordador Tōya Maru.
Thomas Blakiston, explorador i naturalista anglès, va notar que els animals de Hokkaido estaven relacionats amb espècies del nord d'Àsia, mentre que els de Honshu, al sud, estaven relacionats amb els del sud d'Àsia. Per tant, l'estret de Tsugaru es va establir com un límit zoogeogràfic important i es va conèixer com a línia de Blakiston o línia de Blakiston.

## Fauna i flora
La línia Blakiston, que és un dels límits de distribució d'animals i plantes, es troba a l'estret de Tsugaru. La caiguda del nivell de la mar en l'últim període glacial (fa uns 70.000 a 10.000 anys) va ser d'uns 130 m com a màxim, i l'Estret de Soya, que tenia una profunditat d'aigua màxima d'uns 70 m, estava completament connectat a la terra. D'altra banda, en l'estret de Tsugaru, que té una profunditat d'aigua de 140 m fins i tot en el punt més superficial, una gran via fluvial similar a un riu va romandre en el centre. La biota en tots dos marges va evolucionar de maneres diferents.
Grans mamífers com els rens van entrar en Honshu durant el període més fred, fa uns 33.000 a 28.000 anys. En aquest moment, l'estret de Tsugaru a l'hivern semblava congelar-se. Aquestes espècies van desaparèixer tant de Honshu com de Hokkaido després que s'escalfés.
Una topografia similar a un canyó s'estén d'est a oest sobre el llit marí en la part central de l'estret de Tsugaru, la qual cosa es creu que es deu al fet que el corrent de marea que va fluir a través del departament hidrogràfic va tallar el llit marí durant aquest període.
El costat de l'estret de la Mar del Japó és un punt de bifurcació del corrent de Tsushima, que és un corrent càlid, i el corrent càlid de Tsugaru, que flueix d'oest a est, existeix en l'estret de Tsugaru. Aquest corrent càlid de Tsugaru s'uneix al corrent de Oyashio en el costat del Pacífic de l'estret.

## Aspectes relacionats amb la defensa
L'estret de Tsugaru és un punt clau des del punt de la defensa, la nova fortalesa Tsugaru de l'Exèrcit Imperial Japonès es va establir el 1919 amb el propòsit de tancar l'estret. A més, es van construir ferrocarrils per a transportar subministraments militars i tropes a les diferents bateries de l'estret (la Línia Toi en el costat de Hokkaido i la Línia Oma en el costat de Aomori), i es van imposar restriccions a la vida dels residents locals per a mantenir el secret militar per la designació de zona fortificada.
El 8 de desembre de 1941, quan va començar la Segona Guerra Mundial, el Ministeri de Marina va designar tota la zona de l'estret com a Superfície Marina de Defensa de l'Àrea de l'Estret de Tsugaru (una línia que connectava el far Eracho, el far Kojima i Puppen Sakaki en l'extrem oriental i Ayorohana i Shiriyazaki en l'extrem occidental).
Es va reforçar la defensa tant terrestre com marítima, i al final de la guerra el sector va ser objecte d'atacs aeris per avions estatunidencs des de portaavions.
És una de les Zones Marítimes Especificades del Japó on l'amplària de la mar territorial està limitada a 3 milles nàutiques (5,556 km) des de les 12 milles nàutiques habituals (uns 22,2 km) segons la Llei sobre la mar territorial i aigües adjacents, la porció d'alta mar de l'estret pot ser travessada lliurement, fins i tot per vaixells de guerra estrangers que portin armes nuclears, ja que s'estableixen rutes en alta mar o zones econòmiques exclusives dins de l'estret, la Convenció de les Nacions Unides sobre el Dret de la Mar, que s'utilitza per a definir els drets de trànsit no s'aplica.
El govern japonès explica això per a promoure el lliure pas en estrets importants, però un article distribuït per Kyodo News el 21 de juny de 2009 com a testimoniatge obtingut d'uns quants antics viceministres executius d'Afers exteriors afirma que el Ministeri d'Afers exteriors, en el procés legislatiu de la Llei d'Aigües Territorials que va entrar en vigor el 1977, no havia estat conscient que els estrets de Soya i Tsushima s'utilitzaven per a la navegació internacional. El Ministeri d'Afers exteriors va debatre el tractament d'un total de cinc estrets - Soya, Tsugaru, Osumi, Canal Aquest de l'Estret de Tsushima i Canal Oest de l'Estret de Tsushima - quan es va revisar el Tractat de Seguretat Japó-EE. UU. el 1960 i, a causa de l'acord secret signat quan es va permetre el pas de vaixells de guerra amb armes nuclears per les aigües territorials, es va canviar l'amplària de les aigües territorials a 12 milles nàutiques. El govern dels Estats Units va indicar que el govern dels Estats Units d'Amèrica continuaria perseguint la introducció d'armes nuclears en les seves aigües territorials fins i tot si el Tractat de Seguretat Japó-Estats Units es canviava a 12 milles nàutiques. Per tant, es va idear deixar la mar territorial a 3 milles nàutiques i deixar l'alta mar en els estrets, perquè quan els vaixells nuclears passin pels cinc estrets, passin per alta mar i puguin respondre davant la Dieta que no tenen res a veure amb el Japó perquè estan fora de les aigües territorials del Japó. El Nishinippon Shimbun va informar en la seva edició matutina del 28 de juny d'una entrevista amb Ryohei Murata, ex viceministre d'Afers exteriors, sobre l'acord secret en un reportatge de Kyodo News. El Mainichi Shimbun també va publicar una notícia en portada sobre l'assumpte el 29 de juny; l'1 de juliol, en la 171 sessió de la Cambra de Representants, Muneo Suzuki va preguntar sobre una sèrie d'informacions periodístiques, al que el Ministeri d'Afers exteriors va respondre que no estava al corrent del contingut de les declaracions (d'un ex viceministre administratiu).
El 1978, un destructor soviètic (classe Krivak II) va navegar per l'estret de Tsugaru. En el seu Llibre blanc de la Defensa, el Ministeri de Defensa afirma que el nombre de vaixells navals soviètics en els estrets de Tsushima, Tsugaru i Soya han arribat al voltant de 300 a l'any i es creu que es dediquen a la recopilació d'informació, a més de mantenir i millorar les capacitats de l'Armada i les forces aèries soviètiques. També es creu que aquest país intenta augmentar la seva influència política i psicològica a Àsia limitant les capacitats de control marítim dels EUA a la regió i augmentant-hi la seva presència marítima.
Al març de 1987, el creuer nuclear llançamíssils de classe Kirov, Frunze, acompanyat per dos destructors llançamíssils de classe Krivak, va realitzar la seva primera incursió en el Pacífic a través de l'estret de Tsugaru.
A l'octubre de 2008, un total de quatre vaixells de guerra, entre ells un destructor xinès de la classe Sobremennuy, van travessar l'estret de Tsugaru i van entrar en l'oceà Pacífic. Aquest va ser el primer pas confirmat per l'estret de Tsugaru de vaixells de combat de la marina xinesa, i els vaixells en qüestió van navegar cap al sud per l'oceà Pacífic, passant entre l'illa de Okinawa i l'illa de Miyako en una circumnavegació del Japó.
Entre el 18 i el 23 d'octubre de 2021, es va confirmar que fins a deu vaixells navals xinesos i russos havien circunnavegado el Japó, passant per l'estret de Tsugaru, les aigües que envolten les illes Izu i l'estret de Osumi i navegant cap a la mar de la Xina Oriental, segons va anunciar el ministre de Defensa Nobuo Kishi en una roda de premsa després d'una reunió del gabinet.
Al voltant de les 2.00 a. m. del 10 de març de 2022, avions de patrulla de la Força d'Autodefensa Marítima van albirar 10 vaixells, entre ells un destructor classe Udaloy I de l'Armada Russa, que es dirigien en l'Oceà Pacífic a uns 180 km a l'est-nord-est del Cap Erimo, Hokkaido, el Japó Els 10 vaixells van passar per l'Estret de Tsugaru entre la nit del 10 i la matinada de l'11 de març i es van dirigir cap a la Mar del Japó. S'informa que no va haver-hi intrusió en aigües territorials.
El 14 de març de 2022, al voltant de les 9.00 hores, el Ministeri va anunciar que havia identificat un portaavions de l'Armada russa que es desplaçava cap a l'oest per les aigües a uns 70 km a l'est-nord-est de Shiriyazaki, prefectura de Aomori. A continuació, el vaixell va travessar l'estret de Tsugaru i es va endinsar en la mar del Japó.
La Defensa dels estrets està dirigida per la Força d'Autodefensa Marítima i la Força Regional de Ominato, però la Força d'Autodefensa Aèria i la Base Aèria de Misawa de la Força Aèria estatunidenca estan darrere.

## Travessa nedant de l'estret
La travessa nedant de l'estret de Tsugaru és una de les set grans travesses nedades (Ocean's Seven) proposades per l'Associació Mundial d'Aigües Obertes.
El primer a intentar travessar -lo va ser Shoichi Nakajima, estudiant de tercer curs de la Universitat de Kokushikan en aquell moment, de la ciutat de Fukushima. L'estiu de 1966 (Període Shōwa 41), va aconseguir realitzar la travessia, encara que va ser retingut per un vaixell i va haver de fer un descans al camí. Posteriorment, Nakajima va travessar nadant 21 estrets de tot el món, difonent la natació de llarga distància entre el públic. La primera dona a realitzar la travessia en solitari va ser la professora de piano Chieko Ozako. El 6 d'agost de 1994 (Període Heisei), la travessia va partir de Gongenzaki al poblat de Kodomari (actualment poble de Nakadomari) i va trigar 12 hores i 28 minuts a arribar a Matsuura, ciutat de Fukushima. El juliol de 1990, David Yudovin i Steven Munatones, dels Estats Units, també van realitzar la travessia en solitari.
Des del 2008 (Període Heisei), dos grups també han intentat travessar l'estret en el desafiament de 24 Hour TV Ai wa Chikyu wo Sukuu (abandonant abans d'aconseguir la meta el 2008), i el 2009.
Del 14 de juliol al 15 de juliol de 2012, l'irlandès Stephen Redmond va travessar el Gongenzaki i el va travessar nedant fins prop del cap Shirakami, a Hokkaido. Amb aquest èxit, Redmond es va convertir en la primera persona del món a travessar nedant els set principals estrets del món; va aconseguir travessar l'estret de Molokai a Hawaii i l'estret de Cook a Nova Zelanda en el seu segon intent, però només va aconseguir travessar l'estret de Tsugaru en el seu quart intent. Redmond va declarar al Yomiuri Shimbun que «l'estret de Tsugaru va ser el més dur degut als ràpids corrents».
Des del 2016 al matí fins al voltant de les 15.30 hores del 7 de setembre, un home, que llavors tenia 73 anys i vivia a Hiroshima City, Prefectura d'Hiroshima, va nedar des de Gongenzaki, a la prefectura de Aomori, fins a la costa de Fukushima Town, a Hokkaido (distància en línia recta d'uns 30 km; la distància real nedant és d'uns 45 km a causa dels corrents).